# Eupanacra albicans
Eupanacra albicans är en fjärilsart som beskrevs av Dupont 1941. Eupanacra albicans ingår i släktet Eupanacra och familjen svärmare. Inga underarter finns listade i Catalogue of Life.